# Лима, Жоржи ди

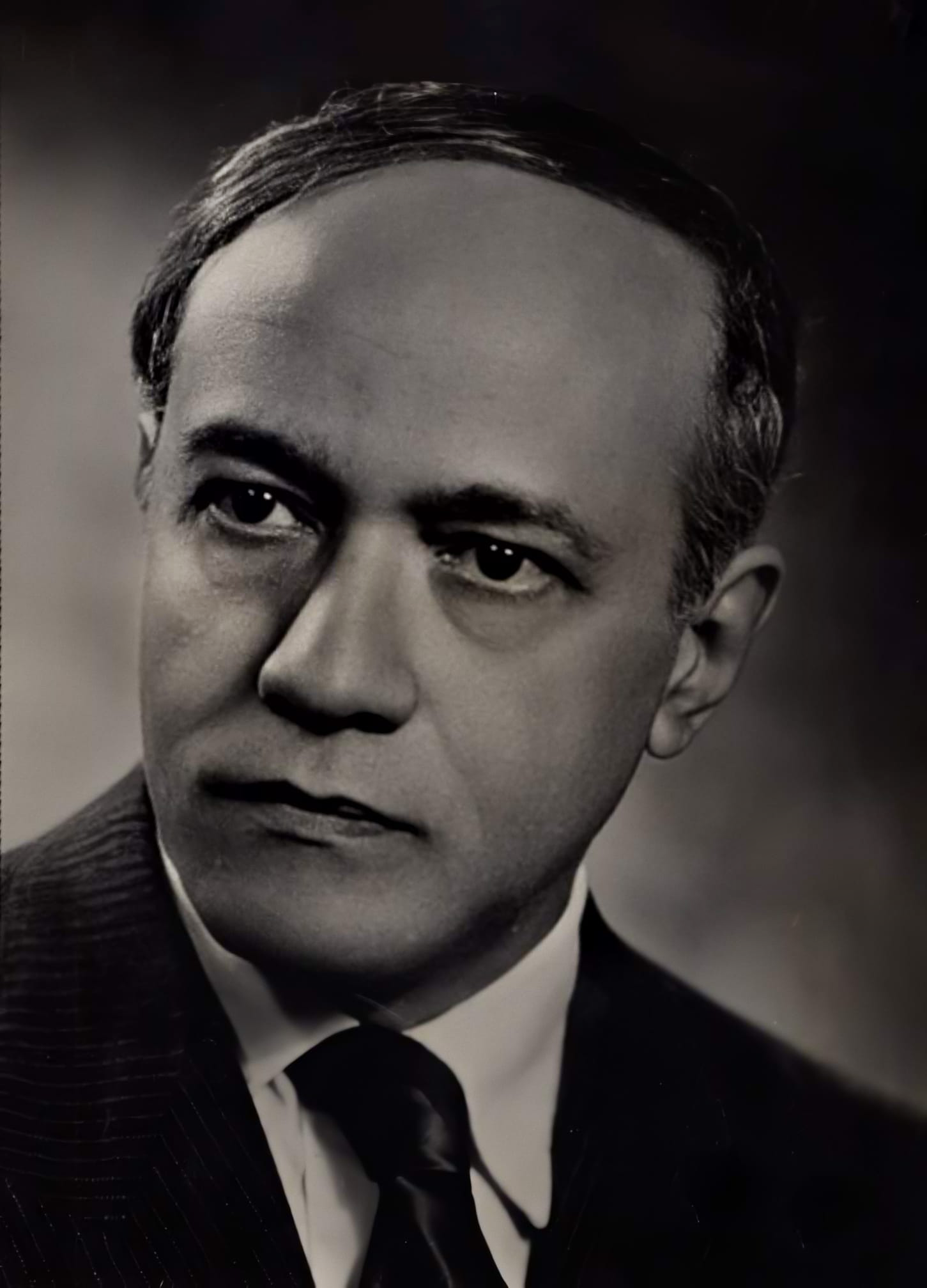

Жоржи ди Лима (порт. Jorge de Lima; 23 апреля 1893, Униан-дус-Палмарис — 15 ноября 1953, Рио-де-Жанейро) — бразильский поэт, прозаик, биограф, эссеист, переводчик и художник, а также врач и политик. Первоначально писал свои поэтические произведения александрийским стихом и находился под влиянием стиля французских поэтов-парнасцев, но впоследствии, с середины 1920-х годов, обратился к модернистскому движению в латиноамериканской литературе.
Родился на северо-востоке страны в семье богатого владельца плантации сахарного тростника. В девятилетнем возрасте вместе с семьёй переехал в Масейо, в возрасте 16 лет отправился в Салвадор, где поступил в университет изучать медицину. Получение медицинского образования он завершил в Рио-де-Жанейро в 1914 году, но к тому времени уже решил стать поэтом и тогда же опубликовал свой первый сборник стихов. В 1915 году ди Лима вернулся в Масейо, где открыл врачебную практику, с 1918 по 1922 год был членом законодательного собрания Алагоаса. В 1930 году переехал в Рио-де-Жанейро, где создал собственный клуб интеллектуалов. В этот период жизни опубликовал десять книг, в том числе пять поэтических сборников, в которых отразились мотивы народной афробразильской поэзии и северо-восточного регионализма.
В 1935 году обратился в католицизм, что сильно повлияло на его творчество. С 1939 года начал заниматься живописью и участвовать в художественных выставках. С 1937 по 1945 годы его кандидатура шесть раз выставлялась на выборах в члены Бразильской академии словесности, но он так и не стал её членом. Наиболее известные его поэтические сборники: A Tú nica Inconsútil (1938), Poemas Negros (1947) и Invenção de Orfeu (1952), романы: Calunga (1935) и A Mulher Obscura (1939).